# Фальк, Феликс
Фе́ликс Фальк (пол. Feliks Falk; род. 25 февраля 1941, Станислав, Украинская ССР, ныне Ивано-Франковск, Украина) — польский режиссёр театра и кино, сценарист, драматург и живописец.

## Биография
В 1966 году окончил факультет живописи в Академии художеств в Варшаве, а в 1974 году — режиссёрский факультет Лодзинской киношколы. Был художественным редактором ежемесячника «Польский журнал» (пол. Magazyn Polski). Автор пьес и сценариев к кино- и теле- фильмам (в частности, для Яноша Заорского и Ежи Домарадского), радиопьес, участник многих художественных выставок. В 1973 году дебютировал на телевидении короткометражной картиной «Ночлег», а в 1975 году поставил первую игровую полнометражную ленту («В середине лета»). Примыкал к группе «кинематографа морального беспокойства». Является научным сотрудником Высшей школы кинематографии, телевидения и театра в Лодзи. Совладелец и руководитель киностудии «Fokus Film».

## Избранная фильмография

### Режиссёр
- 1973 — Ночлег / Nocleg (ТВ, к/м)
- 1975 — Картинки из жизни / Obrazki z zycia (новелла «Актриса» / Aktorka)
- 1975 — В середине лета / W srodku lata
- 1977 — Распорядитель бала / Wodzirej
- 1979 — Шанс / Szansa
- 1981 — Был джаз / Byl jazz (на экраны вышел в 1984)
- 1985 — Идол / Idol
- 1986 — Герой года / Bohater roku
- 1989 — Капитал, или Как сделать деньги в Польше / Kapital, czyli jak zrobic pieniadze w Polsce
- 1992 — Конец игры / Koniec gry
- 1993 — Самоволка / Samowolka (ТВ)
- 1994 — Лето любви / Lato miłości (Польша—Белоруссия)
- 1995 — Далеко от дома / Daleko od siebie
- 2005 — Солидарность, солидарность… / Solidarnosc, solidarnosc…
- 2005 — Судебный исполнитель / Komornik
- 2009 — Енен / Enen
- 2010 — Йоанна / Joanna
- 2013 — / Rzecz o banalnosci milosci (ТВ)

### Сценарист
- 1973 — Ночлег / Nocleg (ТВ, к/м)
- 1975 — В середине лета / W srodku lata
- 1977 — Кинопробы / Zdjecia próbne
- 1977 — Распорядитель бала / Wodzirej
- 1979 — Шанс / Szansa
- 1980 — Лауреат / Laureat (ТВ)
- 1981 — Был джаз / Byl jazz (на экраны вышел в 1984)
- 1981 — Большой забег / Wielki bieg (ТВ)
- 1984 — Баритон / Baryton
- 1985 — Идол / Idol
- 1986 — Герой года / Bohater roku
- 1989 — Капитал, или Как сделать деньги в Польше / Kapital, czyli jak zrobic pieniadze w Polsce
- 1992 — Конец игры / Koniec gry
- 1993 — Самоволка / Samowolka (ТВ)
- 1994 — Лето любви / Lato miłości (по Ивану Бунину, Польша—Белоруссия)
- 1995 — Далеко от дома / Daleko od siebie
- 2005 — Солидарность, солидарность… / Solidarnosc, solidarnosc…
- 2009 — Енен / Enen
- 2010 — Йоанна / Joanna

## Пьесы
- «Лифт»
- «Ниши»
- «Плотина»
- «Пятиугольник»

## Награды
- 1987 — номинация на «Золотой приз» XV Московского международного кинофестиваля («Герой года»)
- 1987 — Специальная премия XV Московского международного кинофестиваля («Герой года»)
- 1987 — Приз ФИПРЕССИ (конкурсная программа) XV Московского международного кинофестиваля («Герой года»)
- 2006 — Приз экуменического (христианского) жюри (программа «Панорама») 56-го Берлинского международного кинофестиваля («Судебный исполнитель»)